# Samuel Hubert
Samuel Hubert (* 1978 oder 1979; † Februar 2024) war ein französischer Jazzmusiker (Kontrabass, auch Komposition).

## Leben und Wirken
Hubert studierte am CNR, dem Regional-Konservatorium in Marseille, und spielte dann mit Hugo Lippi, Olivier Hutman, Xavier Richardeau und Laurent Courtalhiac. Hubert bildete mit dem Pianisten Fred Nardin und dem Gitarristen Maxime Fougères das Switch Trio, mit dem er zwei Alben vorlegte. Des Weiteren arbeitete er mit Samy Thiébault (Upanishad Experiences), Karim Blal, Véronique Hermann Sambin, Jean-Philippe Scali, Esaie Cid und zuletzt mit Olivier Temime (Inner Songs, 2022). Im Bereich des Jazz war er laut Tom Lord zwischen 2010 und 2022 an zehn Aufnahmesessions beteiligt. Mit Emmanuel Duprey, Martin Ferreyros, Raphaël Illes und Rémi Vignolo gehörte Hubert der Jazzband Wax an (Album Mollo, 2023).
Samuel Hubert starb im Alter von 45 Jahren.

## Diskographische Hinweise
- Switch Trio: At Home! (2015)
- Fred Nardin: At Barloyd’s (2017)
- Switch Trio: In Town (2020)